# Orobanche humbertii
Orobanche humbertii är en snyltrotsväxtart som beskrevs av René Charles Maire. Orobanche humbertii ingår i släktet snyltrötter, och familjen snyltrotsväxter. Inga underarter finns listade i Catalogue of Life.